# Teochew

Zasięg dialektu teochew

Teochew, tiochiu, diojiu (潮州話, teoch. Dio5 ziu1 uê7, pinyin Cháozhōuhuà) – dialekt należący do grupy języków minnańskich, używany w regionie Chaoshan we wschodniej części prowincji Guangdong w Chinach. Wykazuje niski poziom podobieństwa do innych dialektów minnańskich, rzędu 50%. Zachował potrójną opozycję fonologiczną spółgłosek bezdźwięcznych przydechowych, bezdźwięcznych nieprzydechowych i dźwięcznych nieprzydechowych, nieistniejącą w języku mandaryńskim.
Dialekt teochew jest dialektem chińskim najbardziej powszechnie używanym przez Chińczyków zamieszkujących Tajlandię.
Teochew powszechnie zapisywany jest odrębnym systemem romanizacji, która każdemu z sześciu tonów przyporządkowuje cyfrę go określającą, stawianą za sylabą, która jest w nim wypowiadana.